# 再生のパラダイムシフト
『再生のパラダイムシフト』（さいせいのパラダイムシフト）は、武葉コウによる日本のライトノベル。イラストはntnyが担当している。富士見ファンタジア文庫（富士見書房）にて2013年1月から2014年11月まで刊行された。第24回前期ファンタジア大賞大賞＆読者賞受賞作。

## 登場人物
風峰 橙矢(かざみね とうや)高校一年生。アルバイトで特立研究機構の武装研究員をしている。アルバイトを始めた経緯は、三年前の冬の姉の引退理由と関わるとある事件が関係する。
また、この事件により橙矢は頭に涙晶が埋まった状態となり駆動銃なしで体を再生できるようになった。
風峰 ほのみ(かざみね ほのみ)橙矢が出会った少女。好奇心旺盛でいつも明るく笑顔。一巻の最後に残留体であることが明かされている。
八王子 ノボル(はちおうじ のぼる)橙矢のバイト仲間であり、親友。駆動銃の整備が得意なムードメーカー。パートナーは調律ユニットの〈ネスティ〉
天之河・シュティン・エル・美陽(あまのかわ・しゅてぃん・える・みよ)先輩武装研究員。若くして特別派遣調査室の室長を務めているが、言動はかなりお茶目。
風峰 ハル(かざみね はる)橙矢の姉。かつては天才武装研究員として活躍していたが、現在は引退し花屋を経営している。
緋空 つばさ(あけぞら つばさ)橙矢たちと同じ学校に通うクラスメイト。面倒見が良く、世話焼き。弓道部に所属している。
リノン・クリスベル二巻から登場。特例捜査局〈リーア〉に所属する少女。二巻のエピローグで潜水都市《鶺鴒》の都市伝説の一つである涙晶管理局の所属だと明かされている。

## 用語
潜水都市《鶺鴒》（せんすいとし、せきれい）主人公たちの住む都市。半年に1回、1ヶ月を海に潜水して過ごす都市。他にも多数の潜水都市が存在する。
純白の花瞳(エルダーアイリス)海底から海面上に伸びる塔。
世界に同じような塔がいくつかあり内部からは現在の生活には欠かせない資源《涙晶（るいしょう）》が取れる。入り口は海底の方にあるため潜水都市は定期的に潜水し涙晶を蓄えている。
残留体(ざんりゅうたい)既存の生態系から外れた、化け物と称される生物。姿形は個体によって異なる高い身体能力に加え、肉体の再生能力を持つため、生命力が非常に強い。
またその頭からは、羽のような形状の涙晶が一つ、伸びている。
羽憑き残留体の中で一際、群を抜き再生能力に優れる個体。それに付随した戦闘能力もまた、強大。
巨大な涙晶の羽が絶対的な証となる。尚、その羽による浮力を利用して、海を超えることが可能。
思考昇華(パラダイムシフト)思考の産物である想像に質量を付与し、現実に創造する技術。あるいは現象。
世界を崩壊から救った奇跡の代名詞である一方、暴発と称されるエネルギー暴走を引き起こす危険性故に、その使用は対残留体戦闘に限られている。
特立研究機構潜水都市《鶺鴒》における、最大にして唯一の対残留体組織。別称、研究所。
元来、残留体の調査、研究、駆除を基幹理念として活動を続け、海歴一五二年現在、その人員数は千を超え五〇以上の部署が存在する。
武装研究員特立研究機構に所属する対残留体戦闘のエキスパート。対残留体用の武器《駆動銃(ランゲージ)》を操る。
その職業柄、戦いの場で命を落とすものは決して少なくなく、組織の主軸を担う存在である反面、その数は研究員全体の三割にも満たない。
特例捜査局〈リーア〉《鶺鴒》政府の指示に従い、特例的な権限において、対象の捜査、逮捕を行う行政組織。構成人数は少数精鋭。
局員には駆動銃の行使が認められており、その銃には、対象を傷つけずに無力化するため思考昇華を制限するセーフティ機能が搭載されている。
涙晶(るいしょう)ありとあらゆる外的刺激に反応する、万能の媒質。世界の崩壊以降、熱源や伝導体、エネルギー体としての役割に収まった。
その過干渉性は人の持つ思考にまで及び、反応した結果、思考昇華と呼ばれる現象が発生する。
駆動銃(ランゲージ)思考を銃弾として装填、物質という形で撃ち出す特殊な拳銃。その原理は思考昇華と同一であり、残留体と渡り合うための武器として開発された。
既存の火器とは別の次元に位置し、その威力は時として武器の枠組みを超える。
ネスティ鶺鴒の独自規格に基づき開発された、駆動銃の調律ユニット。型番〈ネストシリーズ〉の初期型に当たる。
役割は主に駆動銃の微調整。高度な演算能力を中枢機能とする。駆動銃を整備する調律師にとってなくてはならないパートナー。

## 評価
第24回前期ファンタジア大賞にて大賞と読者賞のダブル受賞を果たしている。同賞で審査員を務めた雨木シュウスケ、葵せきなは本作を以下のように評している。

## 既刊一覧
- 武葉コウ（著）・ntny（イラスト）、富士見書房→KADOKAWA〈富士見ファンタジア文庫〉、全6巻
  - 『再生のパラダイムシフト リ・ユニオン』、2013年1月25日初版発行（1月19日発売[3]）、ISBN 978-4-8291-3851-9
  - 『再生のパラダイムシフトII ダブル・トリガー』、2013年4月25日初版発行（4月20日発売[4]）、ISBN 978-4-8291-3881-6
  - 『再生のパラダイムシフトIII ゴースト・エッジ』、2013年8月25日初版発行（8月20日発売[5]）、ISBN 978-4-8291-3926-4
  - 『再生のパラダイムシフトIV ナイト・オブ・アイリス』、2013年12月25日初版発行（12月20日発売[6]）、ISBN 978-4-04-712975-7
  - 『再生のパラダイムシフトV スクランブル・フェスタ』、2014年3月25日初版発行（3月20日発売[7]）、ISBN 978-4-04-070068-7
  - 『再生のパラダイムシフトVI リ・ライト』、2014年11月25日初版発行（11月20日発売[8]）、ISBN 978-4-04-070133-2